# Saint-Antoine-du-Queyret
Saint-Antoine-du-Queyret è un comune francese di 95 abitanti situato nel dipartimento della Gironda nella regione della Nuova Aquitania.

## Società

### Evoluzione demografica
Abitanti censiti